# Вейфхеренланден
Вейфхеренланден (нидерл. Vijfheerenlanden) — община в Нидерландах, в провинции Утрехт. Крупнейшими населёнными пунктами общины являются города Лердам и Вианен. В общину также входит город Амейде и много деревень.

## География
Территория общины занимает 153,31 км², из которых 146,41 км² — суша и 6,9 км² — водная поверхность. На 1 августа 2020 года в общине проживало 57 525 человек.